# Barrikade

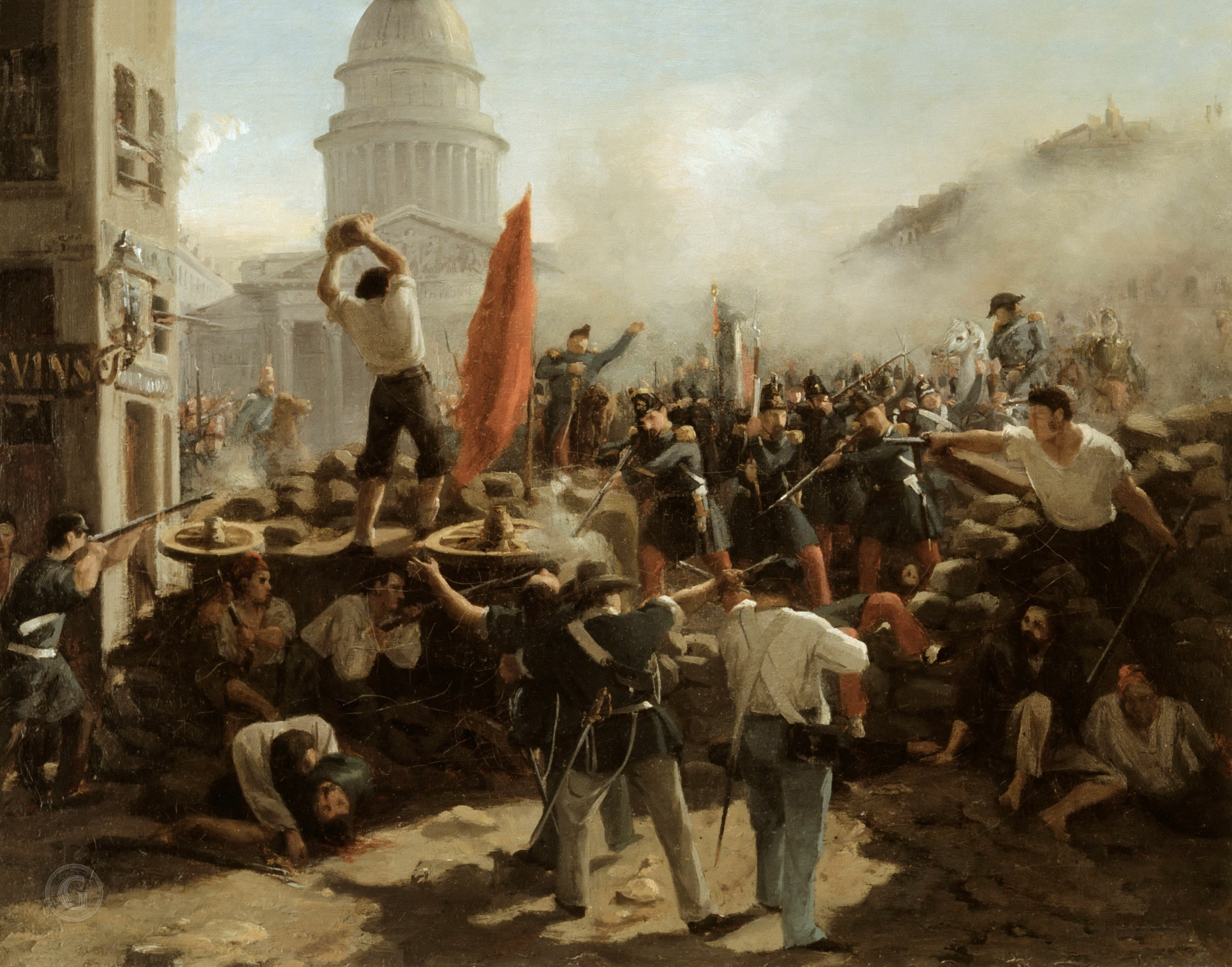
Barrikadenkampf in der Rue Soufflot, Paris, 25. Juni 1848 (Juniaufstand)

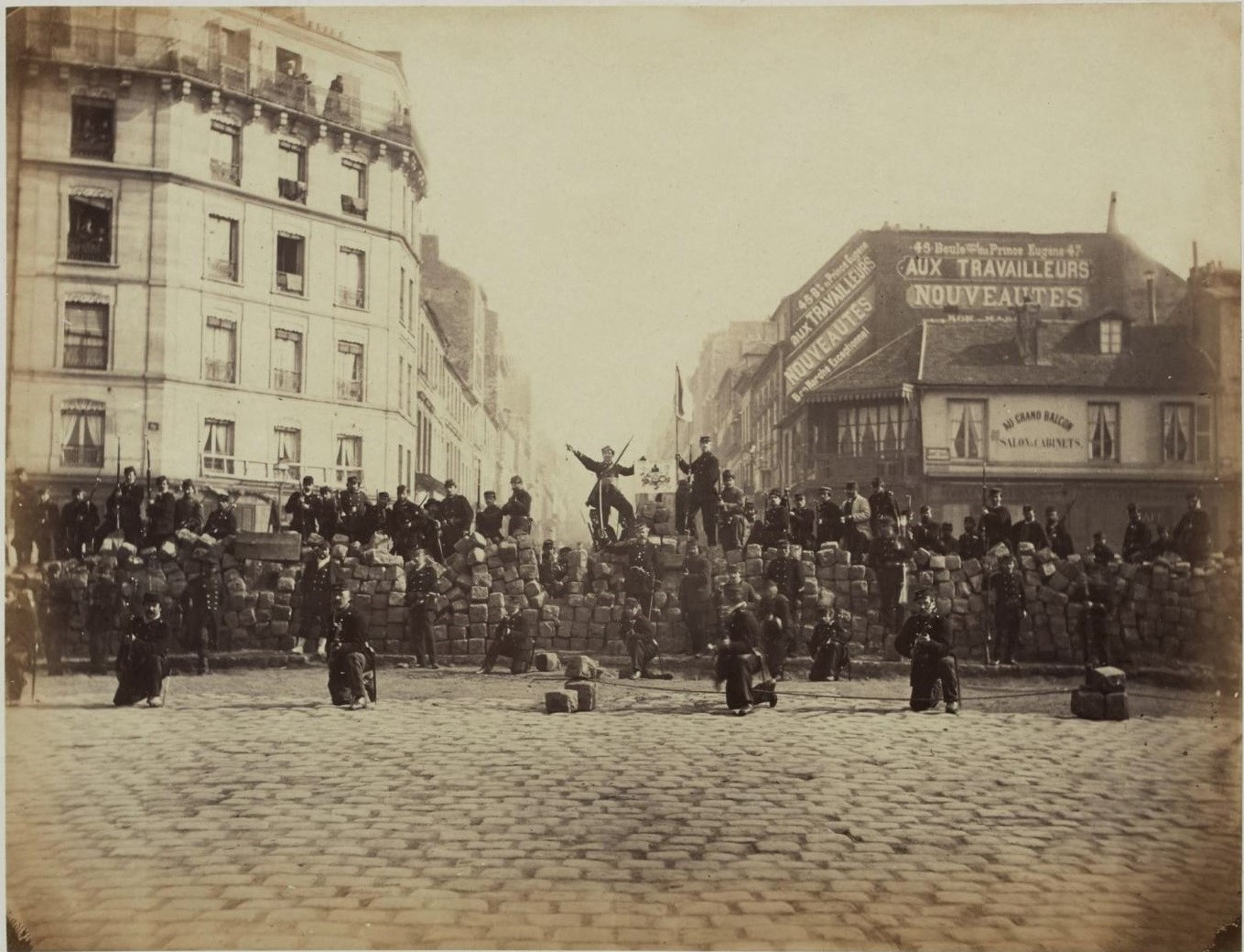
Barrikade zur Zeit der Pariser Kommune, 18. März 1871

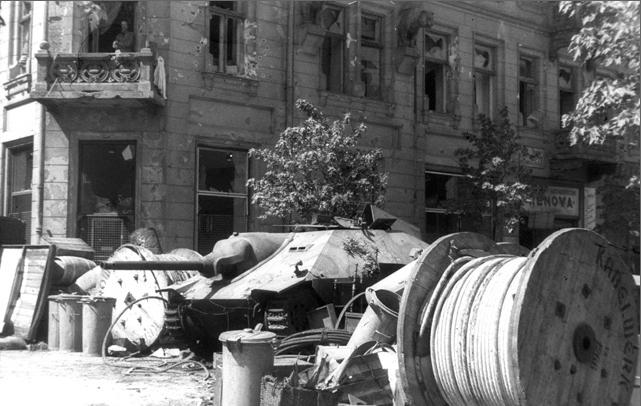
Eine Barrikade des Warschauer Aufstandes, 1944

Eine Barrikade ist ein Schutzwall im Straßenkampf, der aus Gegenständen des alltäglichen Lebens meist improvisiert zusammengestellt wird.

## Geschichte
Der Begriff Barrikade leitet sich vom gleichbedeutenden französischen Wort barricade ab, das wahrscheinlich auf das italienische barricata zurückgeht. Dieses wiederum hat seinen Ursprung vermutlich in barra ("Querstange, Sperre"). Die Herleitung aus französisch barrique ("Fass") scheint eine volksetymologische Deutung zu sein. Barrikaden waren in der Julirevolution vom 27. Juli 1830 die maßgebliche Verteidigungsstrategie der Pariser Bevölkerung gegen die Polizei des Königs Karl X. Annähernd 6000 solcher Barrikaden sind während des Aufstands gezählt worden. Ihr Fundament waren mit Erde gefüllte Fässer. Darauf wurde alles gestapelt und zusammengenagelt, was sich als nützlich für die Abwehr erwies. Matratzen dienten als Kugelfang. War der Feind zurückgeschlagen, wurde nicht um die Barrikade herumgelaufen. Es wurden vielmehr auf der Seite der Schutzsuchenden Pflastersteine zu einer Rampe gefügt, über die die Aufständischen stürmten, was dem Volkszorn einen dynamischen Ausdruck verlieh. Daraus leitet sich die heute noch gebräuchliche Formulierung „auf die Barrikaden gehen“ ab.
1848 avanciert die Barrikade zur politischen Ausdrucksform und zum revolutionären Symbol schlechthin. In Paris werden damals beispielsweise 1500, in Wien und Mailand über 2000 Barrikaden errichtet. Diese Sperren haben Signalwirkung, es geht nicht nur darum die Straßen zu blockieren, sondern auch darum, den öffentlichen Raum zu polarisieren. Jeder der Beteiligten steht entweder auf der einen (als Verteidiger) oder der anderen Seite (als Angreifer) der Barrikade und ist damit ein Symbol des Kampfes, nicht nur für den auf der Straße, sondern auch für den in der Politik. Sie trennt klar und ist ein Hilfsmittel, das den Revolutionären den Weg bereitet. Der wesentliche Zweck von Barrikaden bestand historisch darin, dass die Aufständischen, in der Regel schlecht bewaffnet, gegenüber den militärischen Verbänden ihre unterlegene Ausrüstung wettmachen konnten. Waren die Verluste der Aufständischen dennoch meist erheblich, so bot lediglich Barrikadenstrategie überhaupt eine Erfolgsmöglichkeit für eine Insurrektion – offene Konfrontationen mit dem Militär wären gleichbedeutend mit einem Massaker gewesen.
Vor allem in Paris wurde während der 1860er die Stadt von Baron Georges-Eugène Haussmann so umstrukturiert, dass moderne Artillerie leicht im Straßenkampf einsetzbar war. Nach der Niederlage der Pariser Kommune im Jahr 1871 urteilte Friedrich Engels, dass die Barrikade gegen die neuere Militärtechnologie nunmehr chancenlos sei. Auguste Blanqui dagegen meinte, dass die Barrikade in dieser Zeit immer noch ein brauchbares Mittel des Aufstandes sei. Seiner Ansicht nach war ihr Erfolg von ihrer Bauweise und der Strategie, in die sie integriert war, abhängig. So entwarf Blanqui genaue Pläne für massive Barrikaden aus Schotter und Pflasterstein, die sowohl der Kanonade standhalten könnten als auch schwer durch die Infanterie einzunehmen wären. Zusätzlich entwickelte er ganze Strategien für den Straßenkampf.
Noch 1936 war während des Spanischen Bürgerkriegs die Barrikade ein effizientes Mittel und trug maßgeblich zur anfänglichen Abwehr des Franco-Putsches bei.
In den letzten Jahrzehnten wurden Barrikaden meist nur noch in Auseinandersetzungen mit polizeilichen Kräften eingesetzt, wobei sie immer noch ihre Wirksamkeit bewiesen, so z. B. im Pariser Mai 1968.

## Kultur
- A las barricadas (span. für Auf die Barrikaden), eines der bekanntesten Lieder der spanischen Anarchisten aus der Zeit des Bürgerkrieges, geschrieben 1933, heute noch Hymne der anarchosyndikalistischen Gewerkschaft CNT
- Die Barrikade – Widerstand auf der Straße, Dokumentarfilm, Regie: Tamara Erde, Frankreich, Arte, 2020.